# Emmy Noether
Amalie Emmy Noether, nemška matematičarka, * 23. marec 1882, Erlangen, Nemško cesarstvo (sedaj Nemčija), † 14. april 1935, Bryn Mawr, Pensilvanija, ZDA,
Noetherjeva je najbolj znana po svojih prispevkih k abstraktni algebri in teoretični fiziki. Hilbert, Einstein in drugi so jo imenovali za najpomembnejšo žensko v zgodovni matematike. Njeno delo je izpopolnilo teorije kolobarjev, obsegov in algeber. V fiziki izrek Noetherjeve opisuje osnovno povezavo med simetrijo in ohranitvenimi zakoni.

## Življenje in delo
Rodila se je matematiku Maxu Noetherju. V matematiko je krenil tudi njen brat Fritz, za njim pa še njen nečak. Najprej je hotela poučevati francoščino in angleščino in je opravila sprejemne izpite, vendar je začela študirati matematiko na Univerzi v Erlangnu, kjer je predaval njen oče. Začela je s teorijo invariant, leta 1907 je doktorirala pod Gordanovim mentorstvom z vsem algoritemskim mojstrstvom in potrpljenjem, potem pa zavila v abstraktni svet. Na zunaj ji je življenje postavljajo veliko ovir, ženi se je bilo težko uveljaviti v akademskem svetu. Po doktoratu je delala na erlangenskem matematičnem inštitutu brez plačila sedem let. Leta 1915 sta jo Hilbert in Klein povabila na Oddelek za matematiko Univerze v Göttingenu, svetovno znanem središču za raziskave v matematiki. Filozofska fakulteta je temu nasprotovala, vendar je kot Hilbertov pomočnik smela na skrivaj tudi predavati, ustreznega mesta pa ji Hilbert ni mogel priboriti. Iz tega boja je znameniti Hilbertov vzklik: »Gospoda, ali smo univerza ali kopalnica?« Šele po prvi svetovni vojni so zanjo našli naziv, bolj čuden kot ustrezen, nichtbeamter ausseorrdentlicher Professor, ki ni dajal ne pravic in ne dolžnosti, Titel ohne Mittel so rekli z drugimi besedami. Njeno habilitacijo so odobrili leta 1919, tako da je pridobila naziv privatnega docenta.
Po nacističnem udaru ji je bilo prepovedano vsako javno delovanje, umaknila se je v ZDA (njen brat Fritz pa v Tomsk, pobrala ga je megla, ki je zakrila herojska trideseta leta). Učila je na ženskem Kolidžu Bryn Mawr in gostovala v Princetonu. Leta 1935 je po operaciji nenadoma umrla. Prelom med računajočo in vrtajočo algebro ni potekal brez bolečin. Učenci so morali premagati precej visok miselni prag, da so lahko ujeli tok njenih misli. Njena podiplomska študentka iz Kolidža Bryn Mawr, Olga Taussky je te težave prelila v stihe. Težave, ki so jo spremljale v meščanskem svetu, so razumljive, trikrat napačna je bila: po spolu ženska, po poreklu Judinja, po prepričanjih pa se je nagibala v levo. V šolskem letu 1928/29 je gostovala v Moskvi, tam je njena predavanja poslušal tudi mladi Pontrjagin, ki se jo spominja: »Ob začetku četrtega letnika se je P. S. Aleksandrov vrnil iz tujine in s seboj pripeljal profesorja Fraeulein Emmy Noetherjevo. Tako sem se v četrtem letniku spet vrnil k topologiji in zraven poslušal še predavanja Fraeulein Noether iz sodobne algebre. Ta predavanja so presenečala s svojo izbrušenostjo, to jih je ločevalo od predavanj Aleksandrova, niso pa bila suhoparna in so se mi zdela zelo zanimiva. Fraeulein Noether je predavala v nemščini, toda tako jasno, da sem vse razumel. Na prvo predavanje tega znanega nemškega matematika se je zbrala ogromna količina ljudstva. Postali so priče izjemno nenavadnemu prizoru, gospodični Noether je popustila spodnjica. Nanjo se je osredotočila vsa pozornost poslušalcev. V grobni tišini je lezlo spodnje krilo navzdol, Fraeulein Noether pa je junaško predavala naprej.« Njen vpliv na začetke sovjetske topološkle šole in sploh na razvoj topologije sploh ni zanemarljiv. Od nje, od abstraktne algebre, je topologija dobila zgled za svoje pojmovno ogrodje. Leta 1927 je njen krožek obiskoval Šmidt, starosta ruskih algebraikov.
1918 je dokazala izredno globok izrek o prvih integralih Eulerjevih enačb v razpravi Invariante Variationsprobleme. Vzpodbuda za razpravo je prišla iz relativnostne mehanike. V relativnostni mehaniki nastopa štirirazsežni vektor, ki ima za tri (prostorske) koordinate impulze, za četrto (časovno) pa z imaginarno konstanto pomnoženo energijo. Odkod tak spoj? Odgovor je skrit v splošnem izreku Emmy Noetherjeve, ki povezuje prve integrale Eulerjevih enačb s simetrijo Lagrangeeve funkcije: Lagrangeovo funkcijo {\displaystyle L(r,{\rm {d}}r/{\rm {d}}t,t)\,} naj ohranja enoparametrična Liejeva transformacijska grupa {\displaystyle a(\alpha )} z infinitezimalnim operatorjem {\displaystyle A}. Tedaj je skalarni produkt {\displaystyle Ar\cdot p} prvi integral gibalnih enačb. Ali pa: Brž ko je Lagrangeeva funkcija neobčutljiva za grupo {\displaystyle a(\alpha )}, se med gibanjem ohranja skalarni produkt {\displaystyle Ar\cdot p}. Dodatek k izreku pravi: Brž ko je Lagrangeeva funkcija neodvisna od časa (neobčutljiva za grupo časovnih premikov {\displaystyle t\to t+\alpha }), je Hamiltonova funkcija {\displaystyle H} prvi integral gibalnih enačb. Ali pa: Brž ko je Lagrangeeva funkcija neodvisna od časa, velja izrek o ohranitvi energije.
Ponovno je oživila Molienovo delo o upodobitvah grup, ki ga je strnila v šolskem letu 1927/28 v predavanjih Hyperkomplekse Goessen und Dartsellungstheorie, za tisk pa jih je pripravil van der Waerden. Izšla so v Mathematische Zeitschrift leta 1929. Med njenimi učenci, ki so prispevali k razvoju teorije, je Hans Fitting. Med klasično in kvantno mehaniko posredujejo grupe. Povezala je simetrije sveta in ohranitvene zakone. Za ohranitvenim zakonom tiči transformacijska grupa:
- v homogenem polju (neobčutljivem za vzporedne premike) se ohranja gibalna količina.
- v izotopnem polju (neobčutljivem za zasuke) se ohranja vrtilna količina.
- v polju neodvisnem od časa (neobčutljivem za časovne premike) se ohranja energija.

Po njej ustreza podgrupi fizikalna količina: {\displaystyle (ar)\cdot p}, kjer je {\displaystyle p} pač impulz (gibalna količina). Izrek lahko povemo še na naslednji način: brž ko je Lagrangeeva funkcija {\displaystyle L} neobčutljiva za enoparametrično podgrupo difeomorfizmov z infinitezimalnim generatorjem {\displaystyle X}, je skalarni produkt {\displaystyle \langle p,X\rangle } prvi integral sistema integralnih enačb:
{\displaystyle \langle p,X\rangle ={\hbox{konst}}\!\,.}
Res! Spremljajmo {\displaystyle \langle p,X\rangle } vzdolž ekstremale in spotoma odvajajmo:
{\displaystyle {\frac {\rm {d}}{{\rm {d}}t}}\left\langle p(t),X(q(t))\right\rangle =\left\langle {\frac {{\rm {d}}p(t)}{{\rm {d}}t}},X(q(t))\right\rangle +\left\langle p(t),X_{q}(q(t)){\frac {{\rm {d}}q(t)}{\rm {dt}}}\right\rangle =0\!\,.}
Kadar je Lagrangeeva funkcija {\displaystyle L} neobčutljiva za enoparametrično podgrupo difeomorfizmov ali:
{\displaystyle \left\langle L_{q},X(q)\rangle +\langle p,X_{q}(q)v\right\rangle =0\!\,.}
in zaradi {\displaystyle {\rm {d}}q/{\rm {d}}t\in T_{q}{\mathcal {M}}}.

## Priznanja

### Poimenovanja
Po njej se imenuje asteroid glavnega pasu 7001 Noether, odkrit 14. marca 1955 na Univerzi Indiane.